# Український державний центр міжнародної освіти
Український державний центр міжнародної освіти (УДЦМО) — структурний підрозділ Міністерства освіти і науки України і офіційний представник у питаннях навчання іноземців в Україні. Центр, як офіційний представник Міністерства освіти і науки України, активно співпрацює з вищими навчальними закладами України, органами державної влади України, дипломатичними представництвами України за кордоном, посольствами інших країн в Україні. Центр є єдиною офіційною державною платформою, яка займається інформуванням щодо можливостей навчання. Директором центру є Шаповалова Олена Олександрівна. 
Український державний центр міжнародної освіти був створений Міністерством освіти і науки України у 2003 році з метою популяризації пропозицій щодо отримання освіти в Україні громадянами інших країн.

## Завдання та цілі
З 2014 року Українським державним центром міжнародної освіти взято курс на набуття нової якості, активного розвитку перспективних напрямків роботи, серед яких головними є:
- забезпечення ефективного позиціонування України на міжнародному ринку освітніх послуг;
- активна популяризація української освіти на цільових зарубіжних ринках;
- створення моделі набору іноземних абітурієнтів на навчання в Україні на принципах прозорості, відповідальності та комплексної профорієнтації;
- забезпечення моніторингу кількісних та якісних показників надання українськими навчальними закладами освітніх послуг іноземцям, підготовка статистики та прогнозів для прийняття Міністерством освіти і науки стратегічних рішень у цій галузі;
- здійснення реєстрації запрошень іноземцям на навчання, що видаються навчальними закладами, ведення обліку іноземців, які прибувають в Україну на навчання;
- надання інформаційної підтримки навчальним закладам у питаннях організації в'їзду та перебування іноземців в Україні з метою навчання, надання консультацій з питань нормативно-правового регулювання тощо;
- участь у підготовці нормативно-правових документів, що регулюють питання організації навчання іноземців в Україні.

## Структура
Функціональна структура центру виглядає таким чином:
- Адміністрація;
- Відділ обробки, реєстрації та моніторингу інформації;
- Консультаційно-аналітичний відділ;
- Відділ маркетингового розвитку;
- Відділ міжнародного співробітництва.